# Ola Ullsten
Stig Kjell Olof Ullsten (Umeå, 23 de junho de 1931 – Öja, 28 de maio de 2018) foi um diplomata e político da Suécia, membro do Partido Popular Liberal. Ocupou o lugar de primeiro-ministro da Suécia de 18 de outubro de 1978 a 12 de outubro de 1979.

## Antecedentes e início de carreira
Ullsten nasceu em Teg, Västerbotten, uma pequena cidade que seria anexada como parte da capital do condado de Umeå. Ele é filho do inspetor florestal Carl Augustin Ullsten (14 de agosto de 1892 - 27 de março de 1977) e da professora Kristina Ullsten (nascida Röström; 27 de fevereiro de 1900 - 23 de março de 1993). Ullsten juntou-se à Juventude Liberal da Suécia e ao Partido do Povo na primavera de 1958.
Em sua juventude, ele fez várias viagens aos Estados Unidos e, em 1959, participou ativamente da campanha bem-sucedida para eleger o governador de Nova York pelo republicano liberal Nelson Rockefeller. Ele serviu como chefe da Juventude Liberal da Suécia entre 1962 e 1964 e foi eleito para o parlamento em 1964.

## Nomeações ministeriais e políticas
Após a formação em 1976 do primeiro governo não socialista na Suécia em 40 anos, ele foi nomeado Ministro do Desenvolvimento Internacional. Quando o líder do Partido Liberal, Per Ahlmark, renunciou em 1978, Ullsten foi eleito líder do partido.

## Primeiro Ministro da Suécia
O governo de coalizão de centro-direita da Suécia se desfez no final de 1978, principalmente devido a divergências sobre a política energética. Ullsten então sucedeu ao posto de primeiro-ministro da Suécia, chefiando um governo minoritário composto pelo Partido Liberal e ministros independentes. Após a sobrevivência bem-sucedida da coalizão nas eleições parlamentares de 1979, ele renunciou ao cargo de primeiro-ministro em favor de Thorbjörn Fälldin, seu antecessor.

## Carreira posterior
Ele então serviu como Ministro das Relações Exteriores sob o novo governo de três partidos de Thorbjörn Fälldin de 1979 a 1982. Mais tarde, ele serviu como Embaixador da Suécia no Canadá, também credenciado nas Bahamas de 1984 a 1989 e na Itália, também credenciado na Albânia de 1989 a 1995.

## Vida pessoal
Em 1961 casou-se com Evi Esko (29 de outubro de 1931 - 2 de janeiro de 1992), filha dos professores Roman Esko e Elsa Tammik. Eles se divorciaram em 1981 e em 1989 Ullsten se casou com Louise Beaudoin (nascida em 1954).
Ullsten morreu em 28 de maio de 2018 aos 86 anos de causas naturais.